# 通羅街
通羅街，最初的官方名稱為「素坤逸五十五街」，是泰國曼谷宛他那县的一條道路，為各國地方特式菜館的集中地，亦有高檔時尚的購物商場、酒吧及夜生活場所。在1960年代開始，從一條運河發展成為雙向六線行車的大馬路，並於該年代初期吸引許多外國退休移民到此定居；1990年代成為國際美食街，主要這有意大利、日本及泰國的高檔餐館。還有許多妓院及卡拉OK。

## 公共交通
- 曼谷集體運輸系統 ：「通羅車站」位於素坤逸路的交界；
- 船：通羅渡頭位於對面街，近碧武理新路的交界。